# Ang.: Lone
Ang.: Lone é um filme de drama dinamarquês de 1970 dirigido e escrito por Franz Ernst e Charlotte Strandgaard. Foi selecionado como representante da Dinamarca à edição do Oscar 1971, organizada pela Academia de Artes e Ciências Cinematográficas.

## Elenco
- Pernille Kløvedal - Lone
- Margit Iversen - Margit
- Steen Kaalø - Niels
- Peter Engberg - Chauffør I jeep
- Katrine Jensenius - Margits veninde
- Kim Larsen - Ven til Margits veninde
- Leif Mønsted - Kvaksalver
- Flemming Dyjak - Drager
- Lisbet Lundquist
- Gitte Reingaard
- Niels Schwalbe
- Elinor Brungaard